# Jonathan Emanuel Rodríguez
Jonathan Yoni Emanuel Rodríguez (Lomas de Zamora, 7 giugno 1990) è un calciatore argentino del Concordia Chiajna.

## Carriera
Ha giocato nella prima divisione rumena.

## Palmarès

### Club

#### Competizioni nazionali
- Supercoppa di Romania: 1

Sepsi: 2022
- Coppa di Romania: 1

Sepsi: 2022-2023